# Paul Pena
Pour les articles homonymes, voir Pena.
Paul Pena (26 janvier 1950, Hyannis, Massachusetts – 1er octobre 2005, San Francisco) est un musicien et chanteur américain, issu d'une famille originaire du Cap vert.
Ses musiques de prédilections étaient le blues et la musique traditionnelle mongole, telle que pratiquée dans la République de Touva.
Il fut aussi l'ami de Kongar-ol Ondar, musicien et chanteur de musique traditionnelle touvaine
Son nom à Touva est Pol « Tremblement de terre » Pena) (touvain : Пол „Чер Шимчээшкини“ Пена)

## Genghis Blues
En 1995 il entreprit un voyage à Touva pour rencontrer les chanteurs du Khöömei, chant diphonique traditionnel mongol ; accompagné d'amis cinéastes ils tournèrent le film Genghis Blues sur leurs chants et plus généralement la République de Touva.
Le film fut récompensé au festival Sundance de 1999 par le Prix spécial du public du meilleur documentaire.